# Вальтер Ланге
Вальтер Ланге (нім. Walter Lange; 14 липня 1898, Берлін — 20 жовтня 1982, Оснабрюк) — німецький офіцер і стоматолог, доктор медицини, оберст резерву вермахту. Кавалер Лицарського хреста Залізного хреста з дубовим листям.

## Біографія
Учасник Першої світової війни. Після демобілізації армії залишений в рейхсвері. В 1929 році вийшов у відставку. Здобув вищу медичну освіту. З початком Другої світової війни призваний в армію. У складі 162-го ландверного полку брав участь у Польській кампанії. В жовтні 1939 року переведений в 43-й піхотний полк 1-ї піхотної дивізії, командир роти. З травня 1941 року — командир 3-го батальйону свого полку. Учасник Німецько-радянської війни. З вересня 1942 року — командир 43-го піхотного полку. Відзначився у боях у районі Ладоги. В 1944 році був відправлений на лікування. Після одужання 8 травня 1944 року призначений командиром 917-го гренадерського полку 242-ї піхотної дивізії, розміщеної в районі Тулону. Дивізія була розбита американськими військами, а сам Ланге 30 липня 1944 року взятий в полон французькими частинами.

## Звання
- Єфрейтор (19 грудня 1917)
- Унтерофіцер (10 квітня 1918)
- Віцефельдфебель (12 вересня 1918)
- Оберфенріх (1 серпня 1923)
- Лейтенант (1 грудня 1923)
- Оберлейтенант (1 лютого 1928)
- Гауптман ландверу (1 липня 1938)
- Майор ландверу (1 жовтня 1941)
- Оберстлейтенант ландверу (1 січня 1943)
- Оберстлейтенант резерву (30 квітня 1943)
- Оберст резерву (8 серпня 1943)

## Нагороди
- Залізний хрест
  - 2-го класу (24 серпня 1917)
  - 1-го класу (2 жовтня 1919)
- Почесний хрест ветерана війни з мечами (3 жовтня 1934)
- Застібка до Залізного хреста
  - 2-го класу (24 вересня 1939)
  - 1-го класу (30 жовтня 1939)
- Сертифікат Пошани Головнокомандувача Сухопутних військ Вермахту — нагороджений двічі (20 липня 1941 і 19 листопада 1942)
- Штурмовий піхотний знак в сріблі (24 липня 1941)
- Німецький хрест в золоті (14 березня 1942)
- Нагрудний знак «За поранення» в чорному (9 липня 1942)
- Медаль «За зимову кампанію на Сході 1941/42» (13 липня 1942)
- Почесна застібка на орденську стрічку для Сухопутних військ (19 листопада 1942)
- Лицарський хрест Залізного хреста з дубовим листям
  - лицарський хрест (10 лютого 1943)
  - дубове листя (№300; 13 вересня 1943)
- Хрест Воєнних заслуг 2-го класу з мечами
- Нагрудний знак ближнього бою в бронзі